# Eldtomtastenen
Eldtomtastenen, med signum Sö 293, består av två lösa runstensfragment som finns bevarade i Grödinge kyrkas vapenhus, Grödinge socken på Södertörn i Södermanland.

## Fragmenten
De båda fragmenten som är av gråsten kommer från samma runsten och de ihopfogade bitarna som nu utgör en del är 57 cm hög, 64 cm bred och omkring 16 cm tjock. Runhöjden är elva centimeter. Stenen stod förut i Eldtomta och utmed vägen mellan kyrkan och Skanssundet. Antagligen har den tidigare stått vid det närbelägna gravfältet Grödinge 194:1–3.
Utanför kyrkan återfinns även runstenen Sö 291.

## Inskriften
Inskriften lyder i translitterering:
[auintr : auk : kerþar : auk : iki](a)ltr * auk * ti[þkumi : auk : sikraif * þaiR : raistu : stain : þin]sa : at * tu[li : faþur : sin]
Normaliserat till fornnordiska:
Øyvindr ok Gærðarr ok Ingialdr ok Tiðkumi ok SigræifR þæiR ræistu stæin þennsa at Toli, faður sinn.
Översatt till nusvenska:
"Öjvind och Gördar och Ingjald och Tidkume och Sigrev, de reste denna sten efter Tole, sin fader."